# Mixolydischer Modus

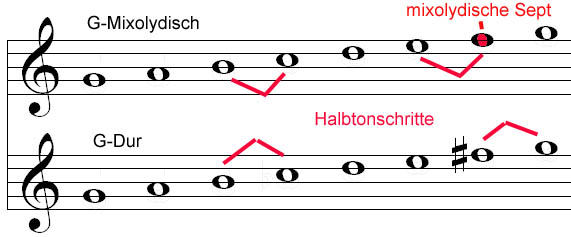
Mixolydisch unterscheidet sich von Dur durch die erniedrigte („mixolydische“) Septime.

Mixolydischer Modus, kurz Mixolydisch bezeichnet ursprünglich eine Oktavgattung des altgriechischen Systema Téleion, später im mittelalterlichen System der Kirchentöne den siebenten Ton oder tetrardus authenticus  (gekennzeichnet durch den Ambitus g–g1, die Repercussa d und die Finalis g).
Heute wird (etwa im modalen Jazz) darunter oft nur noch eine modale Tonleiter mit der gleichen Intervallstruktur verstanden.
Da die dritte Stufe der mixolydischen Tonleiter eine große Terz zum Grundton bildet, hat sie einen durähnlichen Charakter. Zwischen der dritten und vierten sowie der sechsten und siebenten Stufe liegt ein Halbtonschritt, die anderen Intervalle sind Ganztonschritte. Charakteristisch ist die im Gegensatz zur Dur-Tonleiter kleine Septime.
Die Tonart G-Mixolydisch enthält die Stammtöne der westlichen Musik, denen auf Tasteninstrumenten die weißen Tasten entsprechen.

## Geschichte
Die mixolydische Tonleiter entstand im antiken Griechenland, hieß dort jedoch zunächst hypophrygisch (oder auch hyperlydisch, iastisch oder ionisch), während als mixolydisch der spätere lokrische Modus bezeichnet wurde.
Erst im frühen Mittelalter kam es durch ein Missverständnis zur Verwechslung der Modi. Das Mixolydische wurde in der christlichen Kirchenmusik des Mittelalters verwendet. Das Ethos dieser Tonart steht in diesem Brauchtum für den Charakter von Lob, Bitte oder Dank.
Mixolydisch beinhaltet den im Blues verwendeten Tonikaakkord mit kleiner Septime. Deshalb spielt die Tonleiter in der Blues- und Rockmusik eine große Rolle.
In der Klezmer-Musik tritt sie unter der Bezeichnung „Adonoy Moloch“ auf.
Der mixolydische Modus entspricht dem indischen Raga Khamaja und der äthiopischen Skala Ambassel.

## Akkord-Alterationen und Skalen
Aus den Tönen der mixolyischen Skala bildet sich der Dominantseptakkord (1, 3, 5, ♭7). Diese Skala wird daher häufig zugleich mit dem Dominantseptakkord gespielt. Die 4. Stufe ist in der mixolydischen Skala eine „Avoid Note“, da sie einen Halbtonschritt höher liegt als die 3. Stufe und somit zum Grundakkord dissonant ist. In der Jazz-, Blues- und Rockmusik werden die Akkordtöne häufig alteriert, so dass sich durch Abwandlungen aus der mixolydischen Skala (1, 2, 3, (4), 5, 6, ♭7) folgende weitere Skalen ergeben (die Spannungstöne sind hervorgehoben):
- Mixo♭9 (1, ♭2, 3, (4), 5, 6, ♭7) zum Akkord (1, 3, 5, ♭7, ♭9, 13)
- Mixo #11 (1, 2, 3, #4, 5, 6, ♭7) zum Akkord (1, 3, 5, ♭7, 9, #11, 13)
- MM5 = Mixo♭13 (1, 2, 3, (4), 5, ♭6, ♭7) zum Akkord (1, 3, 5, ♭7, 9, ♭13) – die MM5-Skala: melodisch Moll auf der 5. Stufe.
- HM5 = Mixo♭9♭13 (1, ♭2, 3, (4), 5, ♭6, ♭7) zum Akkord (1, 3, 5, ♭7, ♭9, ♭13) – werden sowohl ♭9 als auch ♭13 alteriert, ergibt sich die HM5-Skala: harmonisch Moll auf der 5. Stufe.

## Verwendung

### Klassische Musik
Der Modus wird von einigen Komponisten gezielt in der klassischen Musik eingesetzt, um bestimmte Wirkungen zu erzielen. Ein Beispiel in der weltlichen Chormusik sind die Drei Madrigale nach Worten des jungen Werthers von Arnold Mendelssohn.

## Hörbeispiel und bildliche Darstellung

Bildliche Darstellung der Mixolydischen Tonleiter (Erläuterung)

C-Mixolydischⓘ